# Adrian Pater
Adrian Pater (ur. 4 marca 1985) – polski futsalista, zawodnik z pola, reprezentant Polski, występuje obecnie w Wiśle Krakbet Kraków. 
Adrian Pater jest wychowankiem Hutnika Kraków. Od 2005 roku jest zawodnikiem Wisły Krakbet Kraków, z którą awansował do ekstraklasy. Z Wisłą zdobył Mistrzostwo Polski w sezonie 2012/2013, dwa Puchary Polski w sezonach 2010/2011 i 2013/2014 oraz dwa Superpuchary Polski - w 2011 i 2014 roku. W sezonach 2010/2011 i 2011/2012 z krakowskim klubem zdobywał wicemistrzostwo Polski, natomiast w sezonie 2013/2014 zajął trzecie miejsce w ekstraklasie. W sezonie 2014/2015 z Wisłą zdobył Superpuchar, Puchar i Mistrzostwo Polski. Na początku sezonu 2015/2016 został zawodnikiem pierwszoligowej drużyny Solne Miasto Wieliczka.